# Remedy (artist)
Remedy, född Ross Filler 1972 är en amerikansk rappare och hiphopproducent från Staten Island, New York. Remedy är medlem i hiphopkollektivet Wu-Tang Killa Beez. Han släppte sin debut singel "Seen It All/Everything Is Real" 1997. Första studioalbumet "The Genuine Article" släpptes 2001. "Never Again" anses vara hans största hit under karriären och den låten hittar man på samlingsskivan "RZA Presents Wu-Tang Killa Bees - The Swarm, Vol. 1" från 1998. Remedy har judisk påbrå.

## Diskografi
- The Genuine Article (2001)
- Code:Red (2002)
- It All Comes Down To This (2010)
- Remedy Meets Wu-Tang (2021)